# Andrea Doria
Andrea Doria (sau D'Oria) (n. 30 noiembrie 1466, Oneglia⁠(d), Imperia, Liguria, Italia – d. 25 noiembrie 1560, Genova, Republica Genova) a fost conducătorul de facto al Republicii Genova din 1528 până în 1560, când a murit.

## Viața
Doria s-a născut la Oneglia dintr-o familie de vechi genovezi și a rămas orfan la o vârstă fragedă, după care a devenit un soldat de avere care a deservit mai întâi garda papală și apoi diferiți prinți italieni. Părinții săi au fost Ceva Doria, co-lord de Oneglia, și Caracosa Doria.
În 1503 a luptat în Corsica în numele Genovei împotriva Franței și a luat parte la ridicarea Genovei împotriva francezilor, pe care i-a obligat să părăsească orașul. Din acel moment el a devenit celebru în calitate de comandant naval.

## Doria ca amiral imperial

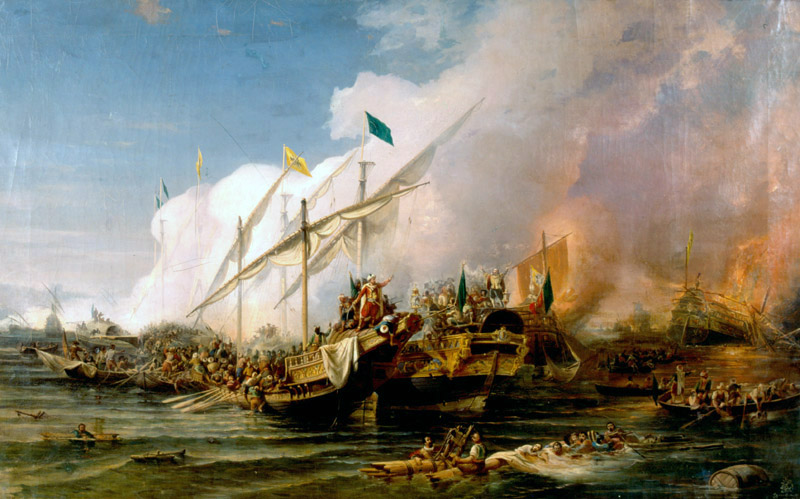
Bătălia de Preveza (1538) de Ohannes Umed Behzad, pictată in 1866

Ca amiral imperial a poruncit câteva expediții împotriva Imperiului Otoman, avându-i ca prizonieri pe Koroni și Patras și cooperând cu împăratul însuși pentru capturarea Tunisului. Carol al V-lea a găsit în el un aliat neprețuit în războaiele cu Francisc I al Franței. Datorită alianței cu Andrea Doria împăratul Carol Qiuntul și-a extins dominația asupra întregii Italii.
Liga Sfântă, creată în februarie 1538 de papa Paul al III-lea, era formată din Statul Papal, Sfântul Imperiu Roman, Spania, Republica Veneției și Cavalerii de Malta, cu scopul de a înfrânge Imperiul Otoman. 
Victoria otomană în Bătălia de la Preveza din 28 septembrie 1538, dintre Liga Sfântă condusă de Andrea Doria și flota otomană comandată de Khair ad-Din, a asigurat Imperiului Otoman dominația asupra Mării Mediterane până la bătălia de la Lepanto din 1571.
A fost amiralul flotei trimise de aceiași membri ai Ligii Sfinte să captureze Algerul în 1541, care s-a soldat cu o victorie otomană decisivă.